# 前18世纪
| 千纪： | 前3千纪 \| 前2千纪 \| 前1千纪 |
| 世纪： | 前21世纪 \| 前20世纪 \| 前19世纪 \| 前18世纪 \| 前17世纪 \| 前16世纪 \| 前15世纪                                                         |
| 年代： | 前1790年代 \| 前1780年代 \| 前1770年代 \| 前1760年代 \| 前1750年代 \| 前1740年代 \| 前1730年代 \| 前1720年代 \| 前1710年代 \| 前1700年代 |

前1800年至前1701年的这一段期间被称为前18世纪。

## 重要事件、发展与成就
- 科学技术

- 战争与政治
  - 漢摩拉比繼為巴比倫國王。在位期間頒佈《漢摩拉比法典》，稱霸美索不達米亞，建立霸權帝國和中央集權政府。（約前1792年）
  - 埃及第十二王朝亡。埃及分裂為兩王朝：第十三王朝統治東部；第十四王朝統治西部。埃及之中王國時代結束，第二中間時代開始。（約前1786年）
  - 敘利亞-巴勒斯坦諸城邦、部落組成一希克索斯部落聯盟，雄霸敘利亞-巴勒斯坦。（約前1750年）
  - 巴比倫滅拉爾薩，美索不達米亞南部之伊辛-拉爾薩時代結束。（約前1749年）
  - 卡賽特人首領岡達什入侵美索不達米亞南部，建立巴比倫第三王朝（又稱卡賽特王朝）。（約前1720年）

- 公元前18世纪的天灾人祸

- 文化娱乐

- 疾病与医学

- 环境与自然资源